# 壺鈴

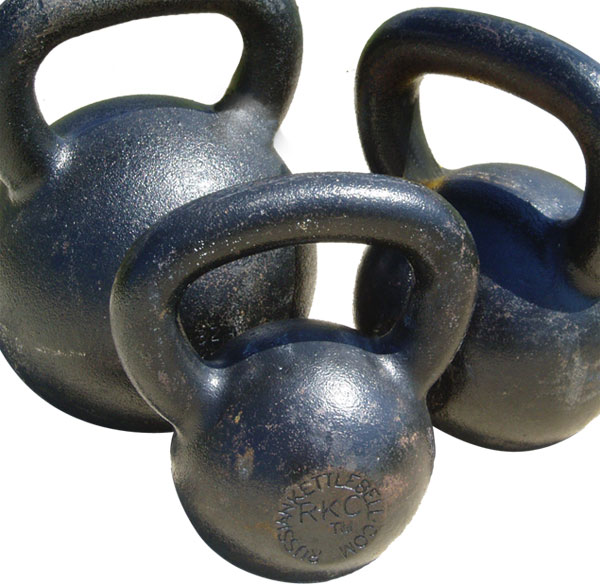
12、16及24公斤的壺鈴

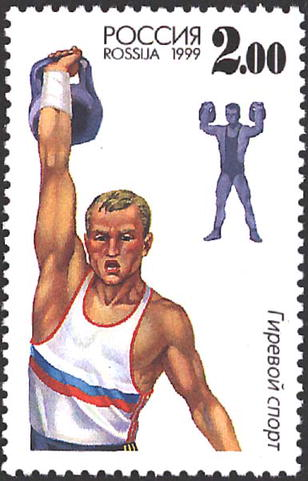
俄羅斯壺鈴運動郵票

壺鈴（羅馬化：girya）是一種重量訓練、體能訓練的訓練器材。現代壺鈴一般以全鋼或鑄鐵製成，主要用作提升肌力、耐力、爆發力、反應、協調性以及心肺功能。

## 歷史
歷史上類似於壺鈴重量偏心特性的運動有更古老的哈特瑞斯以及中國的石鎖，但壺鈴的起源是否與它們有關連已無法考證。
現代意義的壺鈴一詞源自18世紀的俄羅斯辭典，當時是指作為農作物與貨物秤重之用的砝碼。自1830年代來自波希米亞德語區的女強人魯芙曼等馬戲團大力士利用鐘型壺鈴表演聞名世界後，力量表演者所使用的動作技術與工具就開始被用於現代的舉重與健身，壺鈴也是從此時期正式進入大眾的視野。

## 功效
壺鈴的重量主要在壺體本身，倒U型的手把讓重心延伸出鍛鍊者的手掌之外，以方便擺動與拋擲。研究指出，在燃燒體內脂肪方面，壺鈴運動的效果非常理想。每20分鐘的壺鈴運動可以燃燒大約400卡路里的熱量，這相當於跑步6公里的效果，且對核心肌群有較佳的效果。

## 註解
1. ↑  借詞自波斯語：，羅馬化：girān，意為「沉重」